# Käthe Köhler
Käthe Köhler  (ur. 10 listopada 1913 w Hamburgu, nieznana data śmierci) – niemiecka skoczkini do wody, brązowa medalistka olimpijska z igrzysk w Berlinie.
W 1936 na igrzyskach olimpijskich w Berlinie wynikiem 33,43 punktów zdobyła brązowy medal w konkurencji skoków z 10-metrowej wieży.